# Oxylymma durantoni
Oxylymma durantoni là một loài bọ cánh cứng trong họ Cerambycidae.